# Верден (округ)
Верден (фр. Verdun) — округ (фр. Arrondissement) во Франции, один из округов в регионе Лотарингия (регион). Департамент округа — Мёз. Супрефектура — Верден.
Население округа на 2006 год составляло 86 211 человек. Плотность населения составляет 30 чел./км². Площадь округа составляет всего 2829 км².